# H. Hale Burr

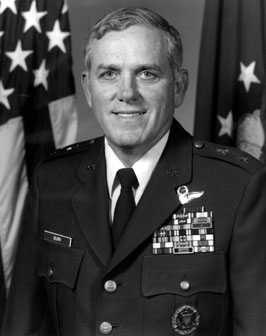
H. Hale Burr

H. Hale Burr (* um 1943) ist ein pensionierter Generalmajor der United States Air Force. Er war unter anderem Kommandeur der 13. Luftflotte.
Über das ROTC-Programm der Texas A&M University gelangte er im Jahr 1965 in das Offizierskorps der United States Air Force. Dort durchlief er anschließend alle Offiziersränge vom Leutnant bis zum Zwei-Sterne-General.
Im Lauf seiner militärischen Karriere absolvierte er verschiedene Kurse und Schulungen. Dazu gehörten unter anderem eine Ausbildung zum Kampfpiloten und weitere Fortbildungskurse als Pilot neuer Flugzeugtypen; die Squadron Officer School auf der Maxwell Air Force Base in Alabama; das United States Army War College in Carlisle in Pennsylvania; das Air War College auf der Maxwell AFB und das National War College in Fort Lesley J. McNair in Washington, D.C. Außerdem erhielt er einen akademischen Grad von der University of Arkansas.
Nach seiner Ausbildung wurde Burr als Pilot zur 45. Taktischen Kampfstaffel (45th Tactical Fighter Squadron) auf die MacDill Air Force Base in Florida versetzt. Zwischen September 1967 und September 1968 wurde er im Vietnamkrieg eingesetzt. Dort war er zunächst bis Februar 1968 Kampfpilot bei der 557. Taktischen Kampfstaffel (557th Tactical Fighter Squadron), die auf der Cam Ranh Bay Air Base in Südvietnam stationiert war. Dann wurde er zur Nang Air Base, ebenfalls in Südvietnam, versetzt. Dort war er Stabsoffizier (Air Controller) bei der 20. Taktischen Luftunterstützungsschwadron (20th Tactical Air Support Squadron). Auf der Phu Bai Air Base, wiederum in Südvietnam, war Hale Burr dann mit der 82. Luftlandedivision der United States Army eingesetzt.
Nach einer zwischenzeitlichen Rückkehr zur 45. Schwadron auf der MacDill AFB wurde er im Mai 1969 nach Thailand beordert. Auf der dortigen Udorn Royal Thai Air Force Base gehörte er bis zum April 1970 der 13. Taktischen Kampfstaffel (13th Tactical Fighter Squadron) an, mit der er erneut im Vietnamkrieg eingesetzt war. Zwischen Mai 1970 und Januar 1973 war er zunächst mit der 81. Taktischen Kampfstaffel (81st Tactical Fighter Squadron) auf der Hahn Air Base in Deutschland stationiert. Dann wurde er zur Zweibrücken Air Base versetzt, wo er dem Stab des 86. Taktischen Kampfgeschwaders (86th Tactical Fighter Wing) angehörte. Ab Januar 1973 bis zum April 1974 war Hale Burr Stabsoffizier (F-4 flight examiner, directorate of standardization and evaluation) im Hauptquartier der United States Air Forces in Europe, die damals gerade ihr Hauptquartier von Wiesbaden auf die Ramstein Air Base verlegt hatte.
Daran schloss sich bis zum Juni 1975 sein Studium am U.S. Army Command and General Staff College an. Danach gehörte er bis zum Juli 1978 dem Stab des Hauptquartiers der Air Force an. Es folgte eine Versetzung zur University of Miami, an der er bis zum Juli 1979 im Auftrag der Air Force tätig war (research associate, Center for Advanced International Studies, University of Miami). Dann folgte sein Studium am National War College, das er im Juni 1980 erfolgreich abschloss.
Zwischen Juni 1980 und März 1983 war Hale Burr auf der Langley Air Force Base in Virginia stationiert. Dort war er zunächst Pilot bei der 94. Taktischen Kampfstaffel (94th Tactical Fighter Squadron), dann Kommandeur der 71. Kampfstaffel (71st Tactical Fighter Squadron) und danach Stabsoffizier beim Tactical Air Command. Daran schloss sich eine Versetzung zur Holloman Air Force Base in New Mexico an. Zwischen März 1983 und Februar 1985 gehörte Burr dort dem Stab des 49. Taktischen Kampfgeschwaders (49th Tactical Fighter Wing) an.
Sein nächster Auftrag führte ihn auf die Tyndall Air Force Base in Florida. Von 1985 bis zum September 1986 war er dort zunächst stellvertretender und dann regulärer Kommandeur des 325. Taktischen Ausbildungsgeschwaders (325th Tactical Training Wing). Anschließend kommandierte er bis zum April 1988 auf der Homestead Air Force Base in Florida das 31. Taktische Geschwader. Danach kehrte er zur MacDill AFB zurück, wo er zwischen April 1988 und Juli 1989 dem Stab des United States Central Commands angehörte.
Im Juli 1989 wurde Hale Burr stellvertretender Kommandeur der Joint Task Force Middle East, die im Persischen Golf operierte. Das Hauptquartier dieser Task Force befand sich an Bord der USS La Salle, einem Kriegsschiff der United States Navy. Burr bekleidete diesen Posten bis zum Januar 1990. Anschließend wurde er zum National Military Command Center versetzt. Bis zum Dezember 1991 leitete er dessen Stabsabteilung für Operationen.
Am 2. Dezember 1991 übernahm Hale Burr auf der Andersen Air Force Base auf Guam als Nachfolger von William A. Studer das Kommando über die 13. Luftflotte (Thirteenth Air Force). Dieses Amt bekleidete er bis zum 21. Juli 1994 als Richard T. Swope seine Nachfolge antrat. Sein letzter militärischer Auftrag führte Burr erneut zum Hauptquartier der Air Force. Dort war er ab Juli 1994 als Assistant Deputy Under Secretary of the Air Force International Affairs für internationale Angelegenheiten zuständig. Im Jahr 1997 schied er aus dem aktiven Militärdienst aus.
Während seiner aktiven Zeit als Militärpilot absolvierte er über 3500 Flugstunden auf verschiedenen Flugzeugtypen.

## Daten der Beförderungen
| Abzeichen | Rang               | Jahr              |
| --------- | ------------------ | ----------------- |
|           | Second Lieutenant  | 21. Mai 1965      |
|           | First Lieutenant   | 16. April 1967    |
|           | Captain            | 16. Oktober 1968  |
|           | Major              | 1. Dezember 1973  |
|           | Lieutenant Colonel | 1. März 1979      |
|           | Colonel            | 1. September 1983 |
|           | Brigadier General  | 1. Oktober 1989   |
|           | Major General      | 2. Dezember 1991  |

## Orden und Auszeichnungen
Hale Burr erhielt im Lauf seiner militärischen Laufbahn unter anderem folgende Auszeichnungen:
- Air Force Distinguished Service Medal
- Defense Superior Service Medal
- Legion of Merit
- Distinguished Flying Cross
- Air Medal
- Defense Meritorious Service Medal
- Meritorious Service Medal
- Air Force Commendation Medal